# Raghupathi Venkaiah Award
Raghupathi Venkaiah Award – nagroda filmowa przyznawana corocznie przez rząd stanu Andhra Pradesh za zasługi dla Tollywood.
Została ustanowiona w 1981. Upamiętnia uznawanego za ojca kinematografii w telugu producenta i reżysera Raghupathi Venkaiah Naidu. Wręczana jest razem ze, związanymi z Tollywood, nagrodami Nandi Awards. Jej zdobywca otrzymuje gratyfikację w wysokości 50 tys. INR. Wśród laureatów można znaleźć między innymi Akkineni Nageswarę Rao, P. Susheelę, K. Raghavę (2009) czy M. Balaiaha (2010).